# Woźniki (Zawiercie)
Pour les articles homonymes, voir Woźniki.
Woźniki est une localité polonaise de la gmina d'Irządze, située dans le powiat de Zawiercie en voïvodie de Silésie.